# Claus Hormel
Claus Hormel (* 3. Mai 1957 in Frankfurt am Main) ist ein ehemaliger deutscher Handballspieler.
Hormel, in den 1990er Jahren Polizeiobermeister in Darmstadt, ist heute Projektleiter für Handball-Camps des Handballleistungszentrums des TV Großwallstadt. Zudem ist er Jugendkoordinator und Trainer der A-Jugend (Jugend-Bundesliga) der HSG Hanau. In der Saison 2007/08 wurde er mit der A-Jugend der TS Steinheim Südwestdeutscher Meister als Trainer.
Er spielte von 1963 bis 1975 in der Jugend bei der SKG Sprendlingen, anschließend bis 1978 für die SG Dietzenbach und wechselte dann zum TV Großwallstadt. Mit Dietzenbach wurde er 1976 Südwestdeutscher Meister und stand 1976 im Pokalendspiel gegen Dankersen.

## Sportliche Erfolge
- 29-facher Nationalspieler mit 40 erzielten Toren[3]
- Handballweltmeister mit der deutschen Nationalmannschaft 1978 in Dänemark
- 7. Platz bei der WM 1982
- Deutscher Meister mit dem TV Großwallstadt
- Deutscher Pokalsieger mit dem TV Großwallstadt
- Europapokalsieger der Landesmeister 1979, 1980 mit dem TV Großwallstadt
- Supercupgewinner 1980 mit dem TV Großwallstadt

## Statistik Nationalmannschaft
- 1976: 2 Einsätze, 2 Tore
- 1978: 9 Einsätze, 7 Tore
- 1979: 2 Einsätze
- 1981: 4 Einsätze, 10 Tore
- 1982: 12 Einsätze, 21 Tore

## Auszeichnungen
- 1978: Silbernes Lorbeerblatt (Deutsche Männer-Handballnationalmannschaft)
- 1978: Mannschaft des Jahres (Deutsche Männer-Handballnationalmannschaft)
- 1979: Mannschaft des Jahres (TV Großwallstadt)